# Nikołaj Pomorcew
Nikołaj Michajłowicz Pomorcew, ros. Николай Михайлович Поморцев (ur. 1899 r. w stanicy Groznienskaja w Rosji, zm. 11 kwietnia 1967 r. w Nowym Jorku) – rosyjski wojskowy (sotnik), emigracyjny działacz wojskowy, oficer Rosyjskiego Korpusu Ochronnego podczas II wojny światowej.
Służył w wojskach białych jako chorąży gwardyjskiej sotni Kozaków terskich. Uczestniczył w nieudanym desancie na Kubań w sierpniu 1920 r. Doszedł do stopnia sotnika. W połowie listopada tego roku ewakuował się z wojskami białych z Krymu na wyspę Limnos. Zamieszkał w Bułgarii. Był formalnie oficerem tersko-astrachańskiego pułku kozackiego. Po zajęciu Jugosławii przez wojska niemieckie w kwietniu 1941 r., wstąpił do nowo formowanego Rosyjskiego Korpusu Ochronnego. Po zakończeniu wojny wyemigrował do USA.